# Manuel Beloutas
Manuel Beloutas – piłkarz urugwajski, bramkarz.
Jako piłkarz klubu Universal Montevideo był w kadrze reprezentacji podczas turnieju Copa América 1920, gdzie Urugwaj zdobył mistrzostwo Ameryki Południowej. Beloutas nie zagrał w żadnym meczu, gdyż podstawowym bramkarzem drużyny był Juan Legnazzi.
Rok później wziął udział w turnieju Copa América 1921, gdzie Urugwaj zajął trzecie miejsce. Beloutas zagrał w dwóch meczach - z Brazylią (stracił bramkę) i Argentyną (stracił bramkę).
Ostatni raz Beloutas był kadrze na mistrzostwach kontynentalnych podczas turnieju Copa América 1922, gdzie Urugwaj znów zajął trzecie miejsce. Ponieważ podstawowym bramkarzem zespołu był Fausto Batignani, Beloutas przesiedział całą imprezę na ławce rezerwowych.
Beloutas od 19 października 1919 roku do 26 czerwca 1923 roku rozegrał w reprezentacji Urugwaju 7 meczów, w czasie których stracił 12 bramek.